# Unión y Progreso, Zacatecas
Unión y Progreso är en ort i Mexiko.   Den ligger i kommunen Villa García och delstaten Zacatecas, i den centrala delen av landet, 400 km nordväst om huvudstaden Mexico City. Unión y Progreso ligger 2 048 meter över havet och antalet invånare är 404.
Terrängen runt Unión y Progreso är huvudsakligen platt, men åt nordost är den kuperad. Runt Unión y Progreso är det ganska glesbefolkat, med 47 invånare per kvadratkilometer. Närmaste större samhälle är Loreto, 17,2 km norr om Unión y Progreso. Trakten runt Unión y Progreso består till största delen av jordbruksmark.